# Pastorale (compositie)
Een pastorale is een muziekstuk met herderlijk karakter, niet zozeer wat de vorm als wel wat de sfeer betreft. Die is ontspannen, rustig, op de wijze die aan het gemoedelijke landleven moet herinneren.
De middeleeuwse Franse troubadours kwamen met een vroege vorm, de pastourelle, die zich tot het madrigaal ontwikkelde.
In de Renaissance ontwikkelde zich in Italië een toneelvorm die het herdersleven idealiseerde en zijn stof aan de klassieke literatuur ontleende. Het toneel werd vaak begeleid met muziek die dit pastorale (herderlijke) karakter onderstreepte, en daaraan ook haar naam ontleende. De vorm werd in Frankrijk overgenomen. 
Daarna vond het genre veel navolging. 
- Kerstmuziek werd in deze sfeer geschreven, en heette dan Hirtenmusik (Duits voor "herdersmuziek").
- Händel nam een Pastorale op in zijn Messiah. Het is een instrumentaal fragment in het oratorium.
- Bachs  Vierde Brandenburgs Concert is met zijn fluitmuziek een ander voorbeeld.
- Beethoven schreef met zijn Zesde Symfonie een sterk programmatische symfonie, die dan ook de Pastorale heet.
- De tweede symfonie van Brahms heeft eveneens die bijnaam.
- Van Schubert is een Herdersmelodie en een Herderskoor (uit Rosamunde).
- Voorbeelden uit de late negentiende eeuw en de vroege twintigste eeuw zijn Ravels Daphnis et Chloé en Debussy's Prélude à l'après-midi d'un faune.